# Amélia Cardia dos Santos Costa
Amélia Cardia dos Santos Costa, mais conhecida por Amélia Cardia (Lisboa, 1 de novembro de 1855 — Lisboa, 30 de abril de 1938) foi uma médica, escritora e espírita portuguesa. Foi uma das primeiras médicas do país, sendo a primeira mulher licenciada em Medicina em Lisboa e a primeira mulher interna nos Hospitais Civis.

## Biografia
Amélia Cardia dos Santos Costa nasceu a 1 de novembro de 1855, na freguesia dos Mártires, em Lisboa. Era filha do tabelião Francisco António da Costa e de Justa Matilde de Carvalho, parteira diplomada pela Escola Médico-Cirúrgica de Lisboa e irmã da parteira da Família Real Portuguesa, Alice Rosa da Assunção Costa (1850-1908), que assistiu ao nascimento dos Príncipes D. Luís Filipe e D. Manuel. Recebeu o apelido Cardia de sua madrinha de baptismo, Maria Teresa Cardia.
Amélia Cardia viveu num internato até aos 14 anos de idade, idade em que saiu para casar. A 20 de agosto de 1870, na Igreja dos Mártires, ao Chiado, casou com o comerciante, negociante e corretor José Joaquim Barbosa da Costa, natural de Lisboa e 28 anos mais velho que Amélia, tinha, portanto, 42 anos à data do casamento e Amélia, apenas 14. Desta união nasceu apenas um filho, Manuel da Costa Cardia (1884-1903), jornalista, que se suicidou aos 19 anos.

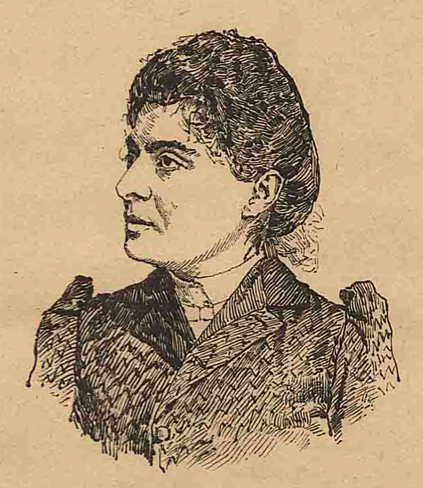
Gravura de Amélia Cardia, na rubrica Homens da Semana, a 23 de julho de 1891.

A 12 de outubro de 1883 matriculou-se na Escola Politécnica de Lisboa, na classe de aluno ordinário e, até julho de 1887, frequentou e obteve aprovação em cinco disciplinas, finalizando o curso secundário, já casada. Matriculou-se na Escola Médico-Cirúrgica de Lisboa a 15 de outubro de 1886, com 30 anos. A sua entrada na Escola mereceu algumas críticas de jornalistas na imprensa nacional e regional, a que Amélia Cardia respondia com argumentos imbatíveis. Enquanto frequentava o 4.º ano de Medicina, foi criado o internato nos Hospitais onde foram trabalhar os quintanistas Câmara Pestana e Moreira Júnior. No ano seguinte, juntou-se-lhes Amélia Cardia que mereceu, pelo seu desempenho, uma portaria de Louvor da Direcção Hospitalar no fim do curso que concluiu, com alta classificação, a 20 de julho de 1891, com 36 anos. Um jornal da época faz referência ao facto em tom jocoso, demonstrando bem a forma de pensar da sociedade da época e a forma como eram vistas as mulheres que lutavam pela igualdade de género. Na legenda da rubrica Homens da Semana pode ler-se: "Figura, no reino das mulheres mais uma clinica, a primeira facultativa portugueza: D. Amelia Cardia, que agora deffendeu these na Escola Medica, e se acha habilitada, legalmente, para remediar os que soffrem. Muita clientela - é o que desejamos a V. Ex.ª, doutora...". A 30 de abril de 1893, enviuva de seu primeiro marido, que falece aos 64 anos, em Lisboa, na freguesia da Encarnação.
Foi das primeiras senhoras que se formaram em Medicina em Portugal, a primeira em Lisboa, e ficou célebre a sua tese de Doutoramento A Febre Hysterica. Dedicou-se ao estudo das doenças nervosas, o que a levou a interessar-se pelo hipnotismo e histeria. Visitou hospitais no estrangeiro e adquiriu conhecimentos e material para o consultório modelo que montou na Praça Luís de Camões, em Lisboa, onde as consultas eram gratuitas aos sábados, sendo muito procurada pelo sexo feminino.
Teve mais um filho, Pedro Cardia da Silva Coutinho (1896-1958), que foi primeiramente baptizado como filho de pais incógnitos, visto ser filho ilegítimo de Amélia Cardia e de Alfredo da Silva Coutinho, tendo o progenitor só reconhecido a paternidade do filho em 1923. Pedro Cardia iniciou-se como latoeiro, tornando-se mais tarde agente comercial e gerente da Sociedade de Pneus e Lubrificantes, casando em 1912, aos 16 anos, com Inês Ferreira Pinto do Couto (1872-1967), parteira, natural de Miragaia e 24 anos mais velha que o esposo, tendo-se tratado, provavelmente, de um casamento arranjado.
A 15 de julho de 1901, na Igreja da Encarnação, ao Chiado, casou com o funcionário público Francisco de Azevedo Coutinho, natural de Lisboa e 12 anos mais novo que Amélia, tendo, à data do casamento, 33 anos e Amélia, 45. Mais tarde irá casar, depois de enviuvar novamente, com José Alves Ribeiro Tróni, falecido em 1924.
Em 1908, construiu um prédio para fundar uma casa de saúde na Estrela, onde operavam os cirurgiões mais ilustres de Lisboa e continuaram as consultas gratuitas. Dedicou muito do seu tempo à clínica de senhoras. Dirigiu a Casa de Saúde durante oito anos, até que deixou de exercer clínica. Estava, então, disponível para se dedicar aos estudos espíritas e filosóficos que a vinha interessando desde há muito tempo. Fez parte da Liga Nacional contra a Tuberculose e da Associação das Ciências Médicas, onde lutou por um acesso mais fácil das mulheres à Medicina.
Publicou diversos escritos em periódicos na sua área e não só, como folhetins nas páginas do Diário de Notícias, e os romances A Judia, Episódios da Guerra (contos), Na Atmosfera da Terra, de cariz neo-espiritualista, e Pecadora: romance psicológico (1934). Também se encontra colaboração assídua da sua autoria na revista Illustração Portuguesa, O Século, Revista de Espiritismo, tendo dirigido o periódico O Mensageiro Espírita, colaborando com inúmeras figuras femininas da época. Foi uma das fundadoras da Federação Espírita Portuguesa.
Amélia Cardia falece a 30 de abril de 1938, aos 82 anos, na sua residência, em Lisboa, freguesia de São Jorge de Arroios, no rés-do-chão do número 67 da Rua de Passos Manuel, vítima de síncope cardíaca, sendo sepultada no Cemitério do Lumiar, em Lisboa.
O seu nome faz parte da toponímia de: Almada (freguesia de Charneca de Caparica – Rua e Travessa Amélia Cardia) e Loures (freguesia de Bobadela – Rua Doutora Amélia Cardia).